# The Next Day
《The Next Day》는 2013년 3월 8일에 발매된 데이비드 보위의 음반이다. 컬럼비아 레코드에 의해 발매되었다.
10년만에 새로운 재료를 도입한 보위의 최초의 음반이다. 이 음반은 공식 발매 전 아이튠즈에 온전히 수일 간 스트리밍되었다.

## 배경
2003년 6월 말, 데이비드 보위는 동맥이 막혀 혈관성형술을 받아야 했고, 그로 인해 생애 마지막 투어 "A Reality Tour"를 예정보다 일찍 마무리지어야 했다. 또한 수술 후 보위는 사람들의 시선에서 벗어나려고 하였다. 처음 몇 년간은 뉴욕을 거닐었고 이따금 공연을 하던 프란츠 퍼디난드, 아케이드 파이어, 데이비드 길모어의 콘서트에 출연했다. 보위의 생전 마지막 공연은 2006년 11월 9일 해머스타인 볼룸에서 열렸으며 〈Changes〉를 불렀다. 당시에 몇 차례 TV에 출연하였지만, 해당 기간 동안 스튜디오에서의 작업은 TV 온 더 라디오나 스칼렛 요한슨 등의 작품에 자그마하게 참여한 것이 전부였다. 이전에 함께 일하였던 많은 동료들과의 관계를 끊기도 하였는데, 개중 토니 비스콘티는 2006년 이후 다시 연락을 하며 지냈다. 보위와 함께 활동했던 베이시스트 게일 앤 도시는 2010년 초 "나는 정말로 그가 지금 무엇을 하고 있는지 모른다. 나는 그저 다른 사람들과 같이 음악을 좋아하는 사람으로서 그가 돌아오기를 원할 뿐이다."라고 언급하였다.
당시 보위가 건강이 좋지 않다는 소문이 돌았으며, 특히 보위가 2012년 하계 올림픽에서의 공연 요청을 거듭 거절한 후 관련된 말이 많아졌다. 항간에서는 보위가 암을 앓고 있다고 추측하기도 했으며 노엘 갤러거는 2011년 "[보위]가 건강하지 않은 것은 알지만 우리는 그가 필요하다."라고 얘기하였다. 2013년, 비스콘티는 "그는 암이 발병되지 않았다. 내가 한 가지 불식시키고 싶은 것이 있다면 바로 그의 건강에 관한 소문이다. 그는 자기 자신을 믿을 수 없을 정도로 잘 돌본다. 심근 경색을 겪은 이후에는 너무 흥분하려 하지는 않고 있지만 그에게는 놀라운 가족과 친구들이 곁에 있다."고 말하며 루머를 일축하였다.
2010년 11월, 보위는 런던에서 카이저 치프스와 함께 밴드의 2011년 음반 《The Future Is Medieval》을 작업하던 비스콘티에게 갑작스레 데모를 녹음하기 원한다는 내용의 연락을 취했다. 며칠 후 뉴욕으로 돌아온 비스콘티는 보위와 동료 음악가인 기타리스트 게리 레너드와 드러머 스털링 캠벨을 만나 스튜디오에 합류하였다. 네 사람은 맨해튼 이스트빌리지에 소재한 6/8 스튜디오에서 5일에서 7일 간 함께 작업하였고, 레너드는 당시를 "작은 던전"에 빗대었다. 보위가 눈에 띄지 않던 기간 동안 만들어낸 데모를 디지털로 다시 만들었고, 베이스라인과 드럼 패턴을 완성했다. 비스콘티는 마지막 날까지 데모에만 수정을 거치고 어떠한 곡도 녹음하지 않았다고 이야기했다. 가사는 없고 단지 멜로디를 위한 가이드 보컬만이 존재하는 십여 곡의 데모를 만든 후 보위는 집으로 돌아와 4개월 동안 조용히 시간을 보냈다. 비스콘티는 나중에 기간이 보위가 노래를 쓰고 개발하는 데 시간을 보내다고 설명하였다.

## 녹음
2011년 4월, 보위는 완전한 비밀 속에서 녹음을 할 수 있는 스튜디오를 뉴욕에서 찾기 시작하였다. 전기 작가 니콜라스 페그에 따르면 정체가 공개되지 않은 채로 선택되었던 첫 번째 스튜디오는 녹음을 시작하기 전에 폐기되었다. 비스콘티는 후에 스튜디오의 직원이 가디언에 재빠르게 비밀을 폭로했다고 밝혔다. 보위는 대신 자신이 거주하고 있던 집과 가까웠던 크로스비가의 매직 숍으로 낙점하였다. 스튜디오의 주인인 스티브 로젠탈은 시간이 지난 후 "데이비드가 나타난 그날까지 어떤 일이 있었는지 몰랐다는 사실이 전혀 과장이 아니다."라고 회고했다. 녹음은 공식적으로 2011년 5월 2일부터 시작되었으며, 보위와 비스콘티가 공동 프로듀서 자리를 맡았다.
2003년 음반 《Reality》에서 함께 일했던 엔지니어 마리오 J. 맥널티는 매직 숍에서 보위와 비스콘티와 함께 작업하였다. 맥널티는 다른 사람과의 거리가 멀리 떨어지지 않은 작은 "라이브" 스튜디오 방에 각각의 사람들이 사용하기 위한 워크스테이션을 설치했다. 보위는 데모를 위해 볼드윈 피아노, 코르그 트리니티 신시사이저, 6현과 12현 통기타, 탬버린 그리고 디지털 믹서를 설치하였다. 보위는 스튜디오의 실험에 중점을 두었으며, 페그는 이런 분위기를 1995년 음반 《Outside》의 초기 세션에 비유했다. 비스콘티는 "그는 우리에게 암살을 노래하는 곡이라는 것을 느끼게 해주었고, 그로 하여금 모든 사람들이 그 기분을 갖게 하였다. 어떠한 노래도 이전에 쓰지 않았고, 그는 노트에 무언가를 적었고 나는 마이크 설정을 동일하게 유지시켜 우리가 그 곡으로 돌아갈 수 있도록 했다."라고 설명하였다. 맥널티는 보위와 비스콘티의 요청에 따라 믹싱 보드에 스튜디오 처리를 적용해 재생할 때 레코드를 돌리는 것처럼 들리게 했다. 보위는 자신이 올바른 길을 가고 있는지 확인하기 위해 음악과 함께 잠시 사라졌다가, 준비를 마쳤을 때 녹음의 다음 단계로 나아가기 위해 밴드를 다시 불러모았다. 비스콘티는 녹음 세션이 "강렬하였다"라고 묘사했지만, 규칙적으로 시간을 준수하였다.

### 1차 녹음
매직 숍에서의 1차 녹음은 2012년 가을 때까지 이어졌다. 비스콘티는 "많은 보위 DNA가 그들에게 존재했다"라고 표현했던 다양한 음악가들이 세션에 참여했다. 2011년 5월의 첫 두 주까지 레너드는 베이시스트 도시와 《Heathen》(2002)과 《Reality》에서 협업했던 기타리스트 데이비드 톤과 함께 했다. 도시는 후에 노래들을 "세상에서 일어나는 그 어떤 것과도 다르다."라고 묘사하였다. The B-52's와 투어에서 함께하기로 약속했던 캠벨은 《Earthling》(1997)에서 드럼을 맡았던 음악가이자 대부분의 트랙에 참여하게 되는 재커리 알포드로 대체되었다. 알포드는 대부분의 노래가 두 번에서 다섯 번의 테이크 안에서 완성되었다고 전했다. 레너드는 세션이 비교적 빠르게 움직였지만 결코 서두르지는 않았다고 회상했다.
1차 녹음 기간에 녹음되었던 곡은 〈The Next Day〉와 〈Atomica〉(이하 5월 2일), 〈How Does the Grass Grow?〉와 〈You Feel So Lonely You Could Die〉(이하 5월 3일), 〈If You Can See Me〉(이하 5월 4일), 〈Dancing Out in Space〉(이하 5월 4일 및 7일), 〈Like a Rocket Man〉(이하 5월 5일), 〈Born in a UFO〉(이하 5월 5일 및 10일), 〈Heat〉(이하 5월 6일), 〈The Stars (Are Out Tonight)〉(이하 5월 9일), 〈So She〉(이하 5월 12일) 등이 있다. 5월에 만들어진 많은 곡들은 후에 다른 음악가들의 추가 오버더빙을 포함해 후속 작업이 이어졌다. 〈Born in A UFO〉의 초기 버전은 완전히 폐기되었고 나중에 다시 녹음되었다. 5월 초 세션 이후 녹음은 9월까지 중단됐다. 스튜디오의 휴지기 동안 비스콘티는 이어폰을 꼽고 《The Next Day》의 노래를 튼 채 뉴욕 거리를 걸으며 "나는 헤드폰을 끼고 뉴욕을 걷고 있고, 어디에서나 쉽게 볼 수 있는 보위 티셔츠를 입은 사람들을 보며 '내가 지금 듣고 있는 걸 알고 있다면'이라는 생각을 하였다."고 이야기했다.

### 2차 녹음, 오버더빙과 보컬
2011년 여름, 보위는 우드스톡에 소재한 레너드의 집에서 둘이 함께 쓴 〈Boss of Me〉와 〈I'll Take You There〉를 포함해 데모를 녹음했다. 이후 같은 해 9월 녹음이 시작되었고, 단 1주일 동안만 진행된 세션에는 레너드, 알포드와 레니 크래비츠와의 투어로 도시의 자리를 대체하게 된 《Heathen》의 베이시스트 토니 레빈 등이 참여하였다. 2차 녹음 기간 동안에는 〈I'll Take You There〉와 〈God Bless the Girl〉(이하 9월 12일), 〈Love Is Lost〉와 〈Where Are We Now?〉(이하 9월 13일), 〈The Informer〉와 〈Boss of Me〉(이하 9월 14일), 〈I'd Rather Be High〉(이하 9월 15일), 〈Dirty Boys〉(이하 9월 17일)를 녹음하였다

## 곡 목록
전체 작사: David Bowie. 전체 작곡: Bowie, except where noted
| #            | 제목                                 | 작곡                | 재생 시간 |
| ------------ | ------------------------------------ | ------------------- | --------- |
| 1.           | 〈The Next Day〉                     |                     | 3:27      |
| 2.           | 〈Dirty Boys〉                       |                     | 2:58      |
| 3.           | 〈The Stars (Are Out Tonight)〉      |                     | 3:56      |
| 4.           | 〈Love Is Lost〉                     |                     | 3:57      |
| 5.           | 〈Where Are We Now?〉                |                     | 4:08      |
| 6.           | 〈Valentine's Day〉                  |                     | 3:01      |
| 7.           | 〈If You Can See Me〉                |                     | 3:15      |
| 8.           | 〈I'd Rather Be High〉               |                     | 3:53      |
| 9.           | 〈Boss of Me〉                       | Bowie Gerry Leonard | 4:09      |
| 10.          | 〈Dancing Out in Space〉             |                     | 3:24      |
| 11.          | 〈How Does the Grass Grow?〉         | Bowie Jerry Lordan  | 4:33      |
| 12.          | 〈(You Will) Set the World on Fire〉 |                     | 3:30      |
| 13.          | 〈You Feel So Lonely You Could Die〉 |                     | 4:37      |
| 14.          | 〈Heat〉                             |                     | 4:25      |
| 총 재생 시간 | 총 재생 시간                         | 총 재생 시간        | 53:17     |

| #            | 제목                    | 작곡          | 재생 시간 |
| ------------ | ----------------------- | ------------- | --------- |
| 15.          | 〈So She〉              |               | 2:31      |
| 16.          | 〈Plan〉                |               | 2:02      |
| 17.          | 〈I'll Take You There〉 | Bowie Leonard | 2:41      |
| 총 재생 시간 | 총 재생 시간            | 총 재생 시간  | 57:19     |

| #            | 제목                   | 재생 시간 |
| ------------ | ---------------------- | --------- |
| 18.          | 〈God Bless the Girl〉 | 4:11      |
| 총 재생 시간 | 총 재생 시간           | 61:30     |

| #            | 제목                                                                 | 작곡          | 재생 시간 |
| ------------ | -------------------------------------------------------------------- | ------------- | --------- |
| 1.           | 〈Atomica〉                                                          |               | 4:05      |
| 2.           | 〈Love Is Lost〉 (Hello Steve Reich Mix by James Murphy for the DFA) |               | 10:24     |
| 3.           | 〈Plan〉                                                             |               | 2:02      |
| 4.           | 〈The Informer〉                                                     |               | 4:31      |
| 5.           | 〈I'd Rather Be High〉 (Venetian Mix)                                |               | 3:49      |
| 6.           | 〈Like a Rocket Man〉                                                |               | 3:29      |
| 7.           | 〈Born in a UFO〉                                                    |               | 3:02      |
| 8.           | 〈I'll Take You There〉                                              | Bowie Leonard | 2:41      |
| 9.           | 〈God Bless the Girl〉                                               |               | 4:11      |
| 10.          | 〈So She〉                                                           |               | 2:31      |
| 총 재생 시간 | 총 재생 시간                                                         | 총 재생 시간  | 40:45     |

| #            | 제목                                    | 재생 시간 |
| ------------ | --------------------------------------- | --------- |
| 1.           | 〈Where Are We Now?〉 (Video)           | 4:35      |
| 2.           | 〈The Stars (Are Out Tonight)〉 (Video) | 5:54      |
| 3.           | 〈The Next Day〉 (Video)                | 2:59      |
| 4.           | 〈Valentine's Day〉 (Video)             | 3:09      |
| 총 재생 시간 | 총 재생 시간                            | 16:37     |

| #            | 제목                                                                 | 재생 시간 |
| ------------ | -------------------------------------------------------------------- | --------- |
| 1.           | 〈Atomica〉                                                          | 4:05      |
| 2.           | 〈Love Is Lost〉 (Hello Steve Reich Mix by James Murphy for the DFA) | 10:24     |
| 3.           | 〈The Informer〉                                                     | 4:31      |
| 4.           | 〈I'd Rather Be High〉 (Venetian Mix)                                | 3:49      |
| 5.           | 〈Like a Rocket Man〉                                                | 3:29      |
| 6.           | 〈Born in a UFO〉                                                    | 3:02      |
| 7.           | 〈God Bless the Girl〉                                               | 4:11      |
| 총 재생 시간 | 총 재생 시간                                                         | 33:31     |

## 인증
| 국가                                                                                         | 인증     | 판매량/출하량 |
| -------------------------------------------------------------------------------------------- | -------- | ------------- |
| 오스트레일리아 (ARIA)                                                                        | 골드     | 35,000^       |
| 오스트리아 (IFPI 오스트리아)                                                                 | 골드     | 7,500*        |
| 캐나다 (뮤직 캐나다)                                                                         | 골드     | 40,000^       |
| 핀란드 (Musiikkituottajat)                                                                   | 골드     | 10,951        |
| 프랑스 (SNEP)                                                                                | 플래티넘 | 100,000*      |
| 독일 (BVMI)                                                                                  | 골드     | 100,000^      |
| 아일랜드 (IRMA)                                                                              | 골드     | 7,500^        |
| 이탈리아 (FIMI)                                                                              | 골드     | 30,000*       |
| 네덜란드 (NVPI)                                                                              | 플래티넘 | 50,000        |
| 뉴질랜드 (RMNZ)                                                                              | 골드     | 7,500^        |
| 폴란드 (ZPAV)                                                                                | 골드     | 10,000*       |
| 스웨덴 (GLF)                                                                                 | 골드     | 20,000        |
| 스위스 (IFPI 스위스)                                                                         | 골드     | 10,000^       |
| 영국 (BPI)                                                                                   | 플래티넘 | 300,000       |
| *판매량을 기반으로 한 인증 · ^출하량을 기반으로 한 인증 · 판매량+스트리밍을 기반으로 한 인증 |          |               |

## 평가
| 전문가 평가          | 전문가 평가 |
| 총 점수              | 총 점수     |
| 출처                 | 점수        |
| -------------------- | ----------- |
| AnyDecentMusic?      | 8.1/10      |
| 메타크리틱           | 81/100      |
| 평가 점수            |             |
| 출처                 | 점수        |
| AllMusic             | [ 21 ]      |
| The A.V. Club        | A−          |
| The Daily Telegraph  | [ 23 ]      |
| Entertainment Weekly | B           |
| The Guardian         | [ 25 ]      |
| The Independent      | [ 26 ]      |
| NME                  | 8/10        |
| Pitchfork            | 7.6/10      |
| Rolling Stone        | [ 29 ]      |
| Spin                 | 5/10        |
| 언컷                 | 7/10        |